# Saint-Laurent-de-la-Barrière

Saint-Laurent-de-la-Barrière este o comună în departamentul Charente-Maritime, Franța. În 1 ianuarie 2018 avea o populație de 109 de locuitori.